# An American Carol
An american Carol es una comedia satírica estadounidense, estrenada en 2008, una típica adaptación de la novela de Dickens "A Christmas Carol" (Un cuento de Navidad), una sátira política en contra de Michael Moore, que es representado como Ebenezer Scrooge; el Partido Demócrata (PDEU); y el sistema de Justicia estadounidense, que se representa por un grupo de abogados Zombis.
Su director David Zucker, coguionista junto con Myrna Sokoloff y Lewis Friedman, ambienta la acción en las pasadas elecciones presidenciales estadounidenses, haciendo una sátira ácida y cínica sobre las contradicciones del ala liberal estadounidense, acusándola de traidora y contraria a los valores estadounidenses.
David Zucker es conocido por su postura conservadora, llevando a la pantalla una puesta del ideario político republicano.

## Trama
El personaje principal de An American Carol es Michael Malone (Kevin Farley), un director de cine ecologista, pacifista y "anti-estadounidense", que pretende suprimir "el día de la celebración nacional".
Esto le traerá consecuencias: la aparición de tres fantasmas que le explicarán el verdadero significado de Estados Unidos de América y la necesidad de su perfil armamentista, bajo la fachada de "los valores estadounidense" en la defensa de la democracia y los riesgos que conllevan dejar sus principios de lado, como afroamericanos trabajando todavía como esclavos.
Finalmente, Michael Malone aceptará su error y reconocerá que los valores republicanos eran los correctos.

## Reparto
| Actor            | Personaje                        | Notas                                                               |
| ---------------- | -------------------------------- | ------------------------------------------------------------------- |
| Kevin Farley     | Michael Malone                   | Una caricatura satírica del cineasta de documental de Michael Moore |
| Kelsey Grammer   | General George S. Patton         |                                                                     |
| Robert Davi      | Aziz                             |                                                                     |
| Sammy Sheik      | Fayed                            |                                                                     |
| Geoffrey Arend   | Mohammed                         |                                                                     |
| Jon Voight       | Presidente George Washington     |                                                                     |
| James Woods      | Todd Grosslight                  |                                                                     |
| Chriss Anglin    | Presidente John F. Kennedy       |                                                                     |
| Leslie Nielsen   | Abuelo / Osama bin Nielsen       |                                                                     |
| Jillian Murray   | Heather                          |                                                                     |
| Dennis Hopper    | Juez Clarence Henderson          |                                                                     |
| Kevin Sorbo      | George Mulrooney                 |                                                                     |
| Travis Schuldt   | Josh                             |                                                                     |
| Trace Adkins     | El Ángel de la muerte / Él mismo |                                                                     |
| Bill O'Reilly    | Él mismo                         |                                                                     |
| David Alan Grier | Rastus Malone                    | Esclavo de Michael                                                  |
| Gary Coleman     | Esclavo                          |                                                                     |
| Fred Travalena   | Presidente Jimmy Carter          |                                                                     |
| Vicki Browne     | Rosie O'Connell                  | Una caricatura satírica de la comediante Rosie O'Donnell            |
| Paris Hilton     |                                  | Cameo                                                               |
| Simon Rex        |                                  | Cameo                                                               |
| Zachary Levi     |                                  | Cameo                                                               |
| John O'Hurley    |                                  | Cameo                                                               |
| Mary Hart        |                                  | Cameo                                                               |

## Reacciones
La película ha sido criticada por ser más un ataque personal hacia Moore que una parodia o sátira.
Esto y la mala imagen del Partido Republicano en ese entonces, influyó en la pobre acogida del público, recuperando solamente $2,656,000 de dólares de los 8,013,191 dólares que costó producirla.